# Бирлик (Жамбылский район)
Бирлик (каз. Бірлік) — село в Жамбылском районе Алматинской области Казахстана. Входит в состав Жамбылского сельского округа. Код КАТО — 194247200.

## Население
В 1999 году население села составляло 241 человек (117 мужчин и 124 женщины). По данным переписи 2009 года, в селе проживали 574 человека (290 мужчин и 284 женщины).